# 埃塞克斯街 (伦敦)

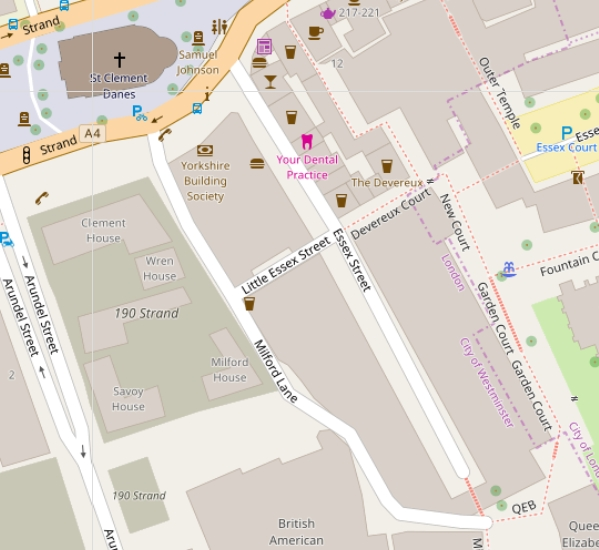

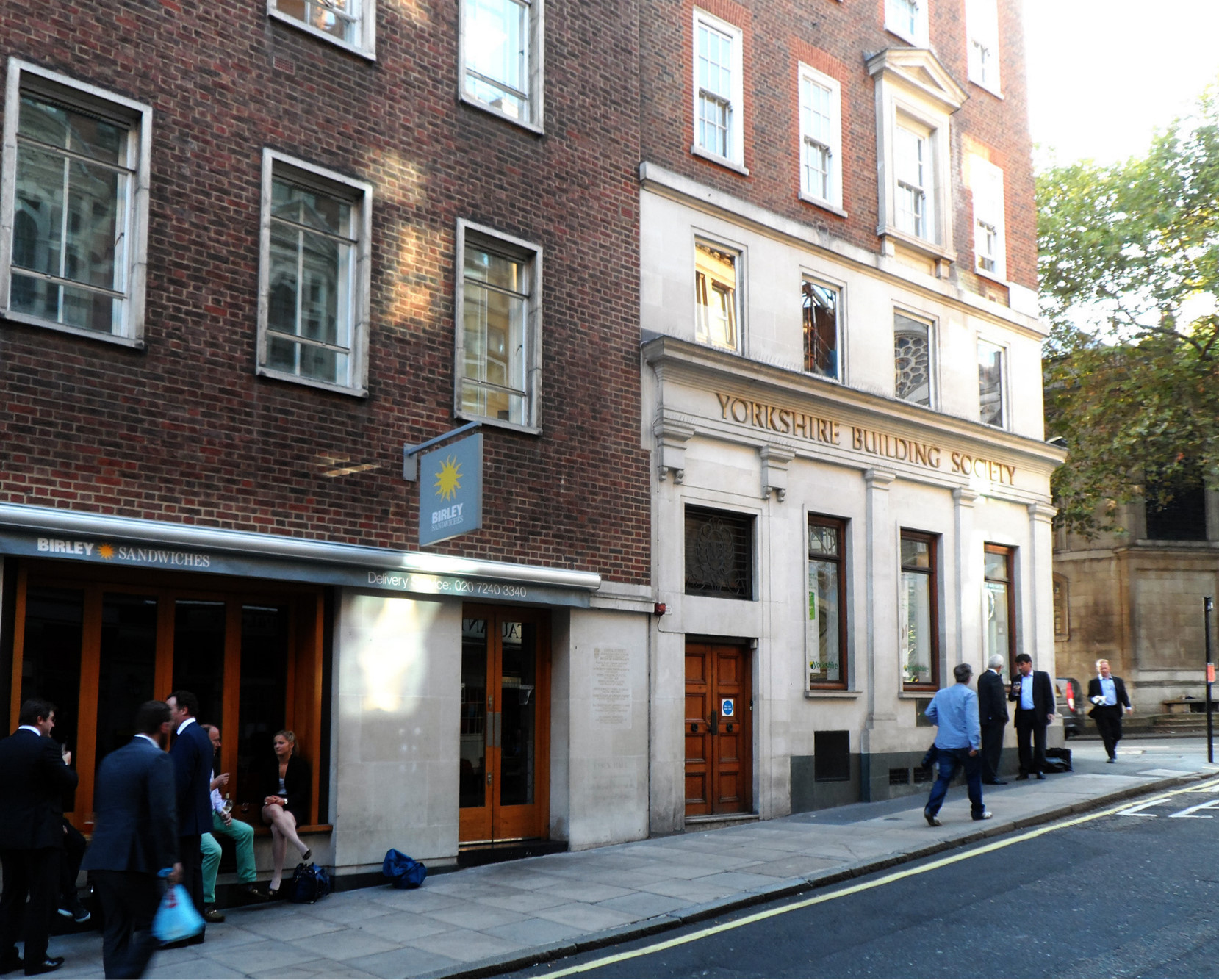

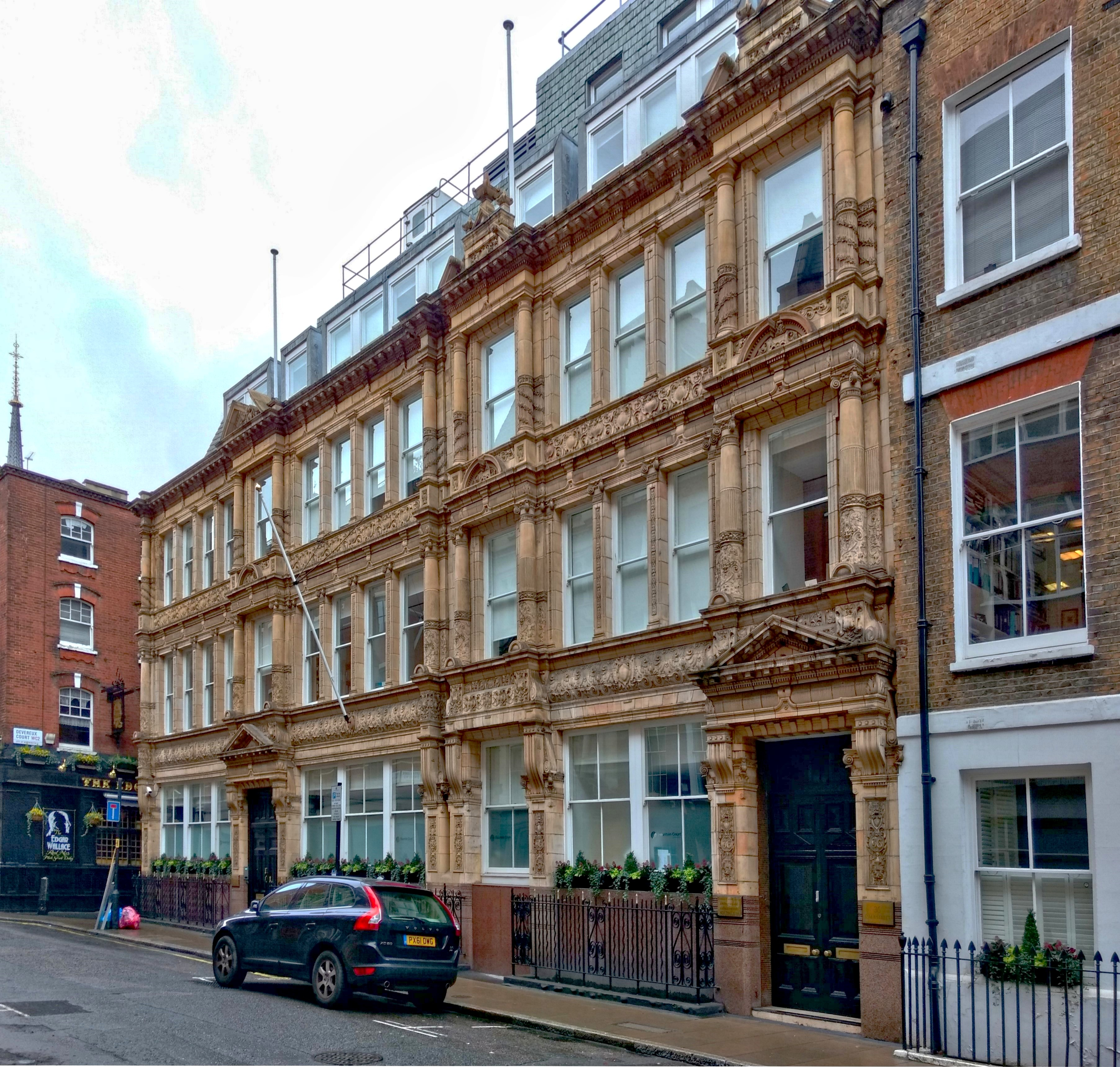

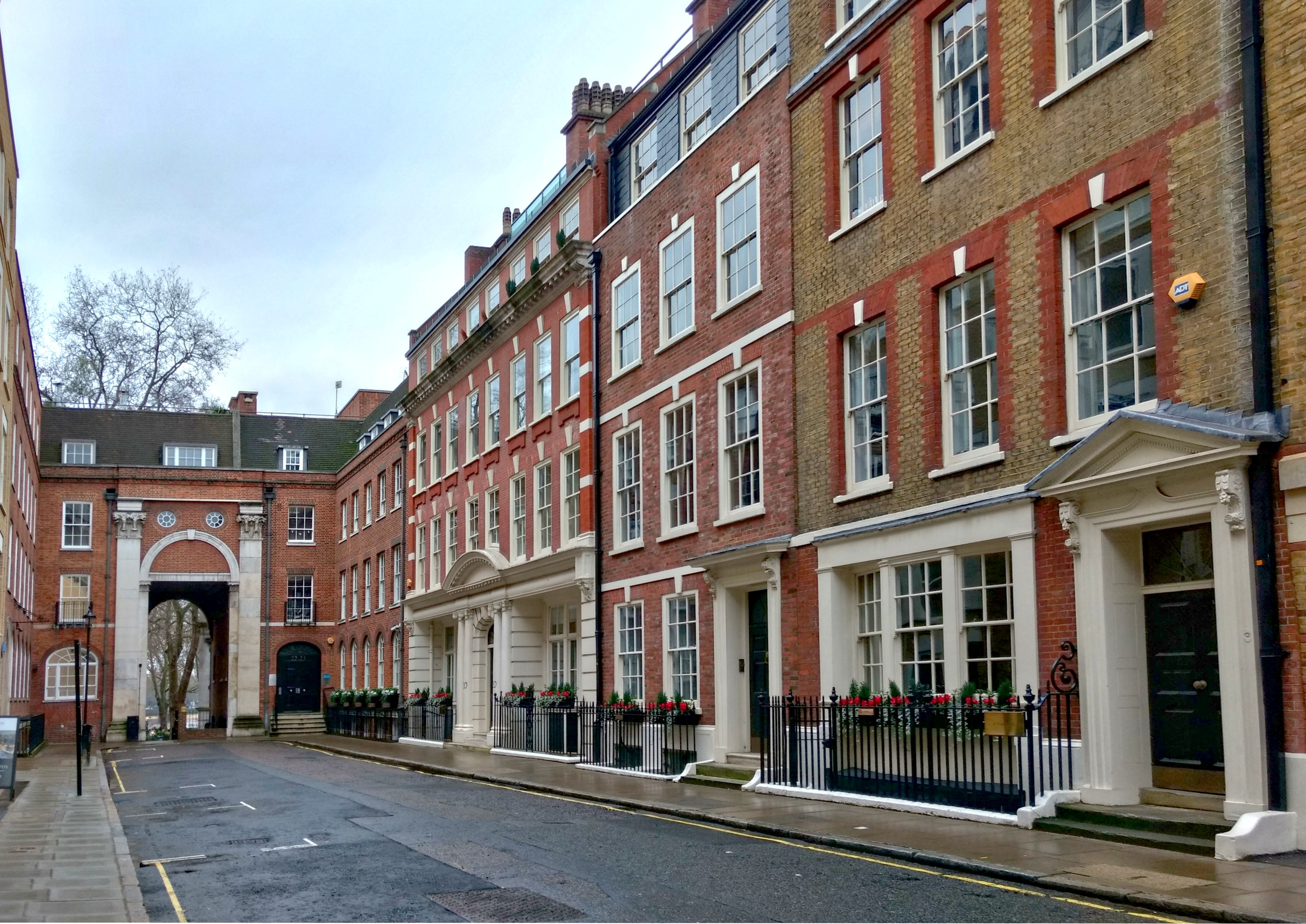

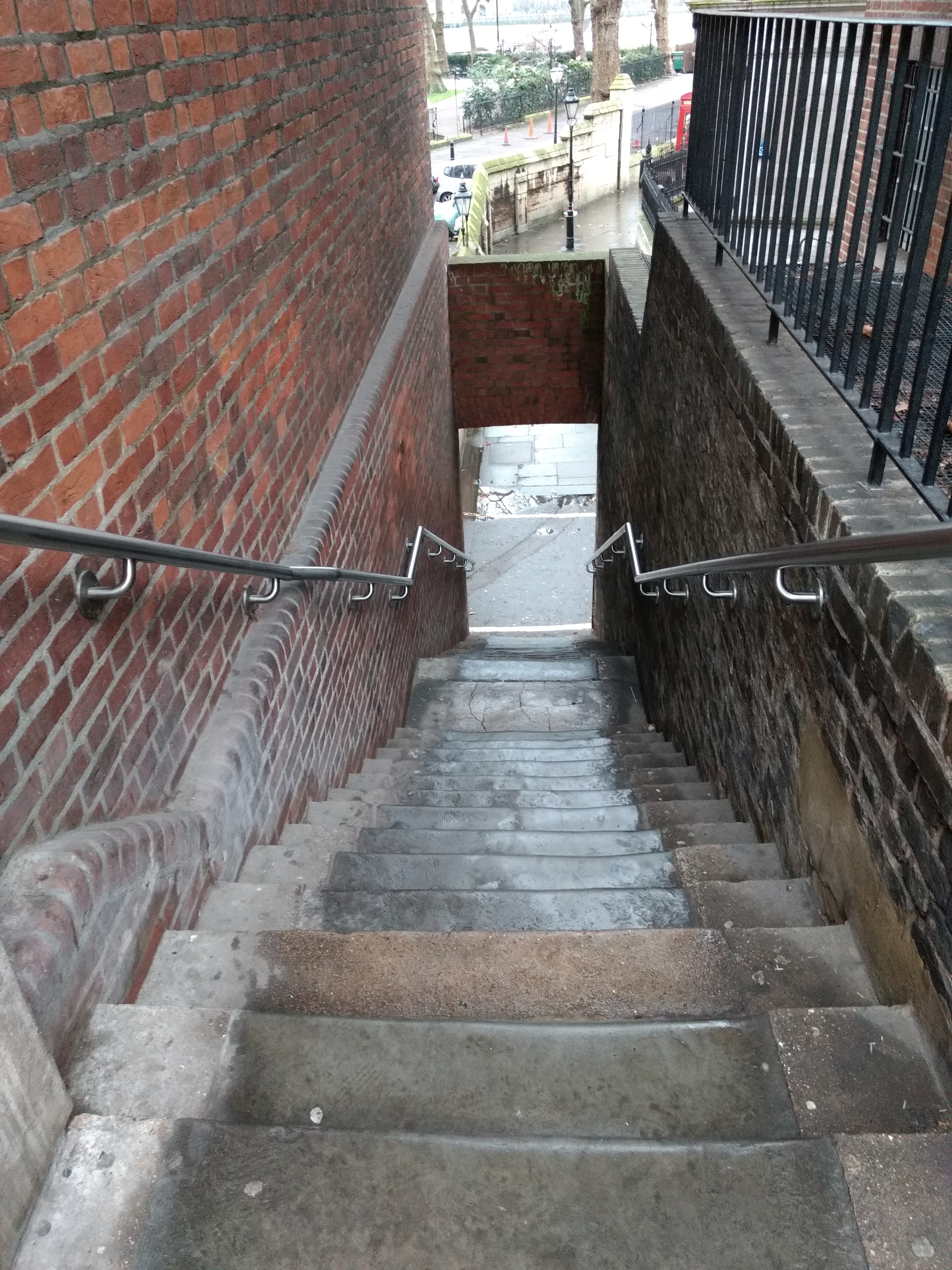

埃塞克斯街（Essex Street）是英国伦敦西敏市的一条街道，南起米尔福德巷（Milford Lane），北到河岸街。西侧与小埃塞克斯街交汇，东侧与德弗罗街（Devereux Court）交汇。这条街由尼古拉斯·巴蓬开辟于1675或1680年，拥有许多登录建筑。

## 历史
埃塞克斯街由尼古拉斯·巴蓬（Nicholas Barbon）开辟于1675或1680年，位于埃塞克斯府的原址。
在20世纪的前半部分，这条街以出版社而闻名 麦克米伦出版公司设于小埃塞克斯街4号，直到1990年。天主教杂志“Merry England”在埃塞克斯街43号出版。

## 建筑
沿街有许多登录建筑。11, 14, 19, 34 and 35号均为II级登录建筑，而32号是II*级登录建筑。

## 著名居民
- 亨利·菲尔丁，小说家，《汤姆·琼斯》作者[1]
- 布拉斯·克罗斯比，激进的律师、议员和 伦敦市长。
- James Savage, 建筑师，事务所也在这条街上[1]。

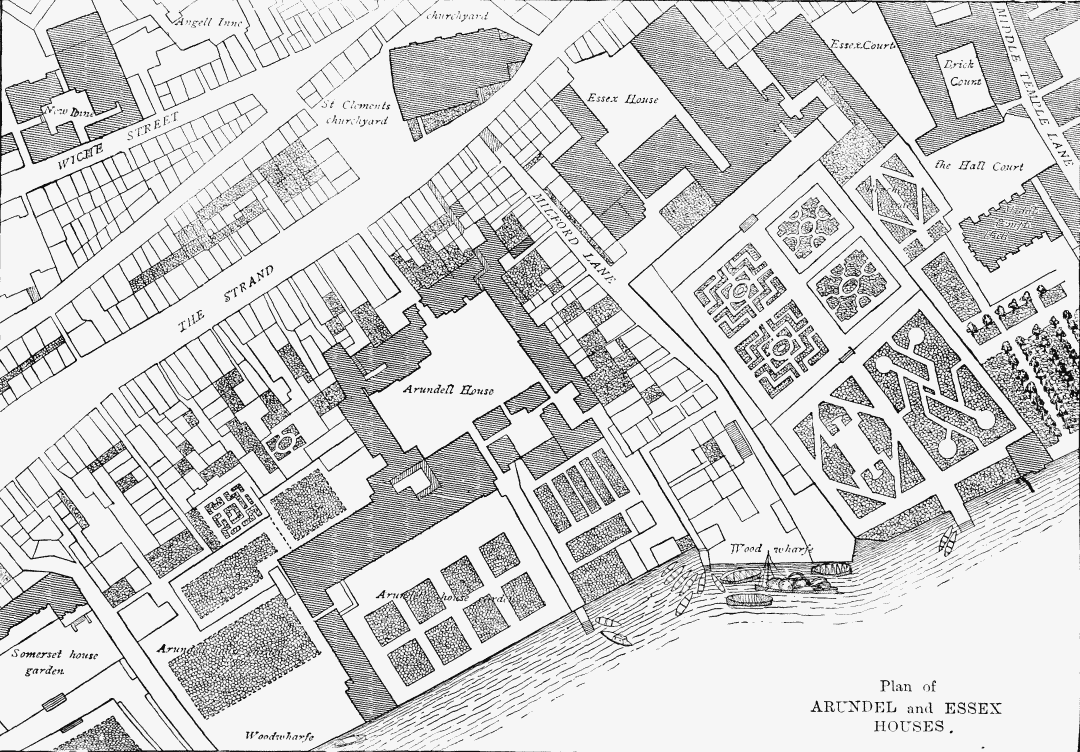
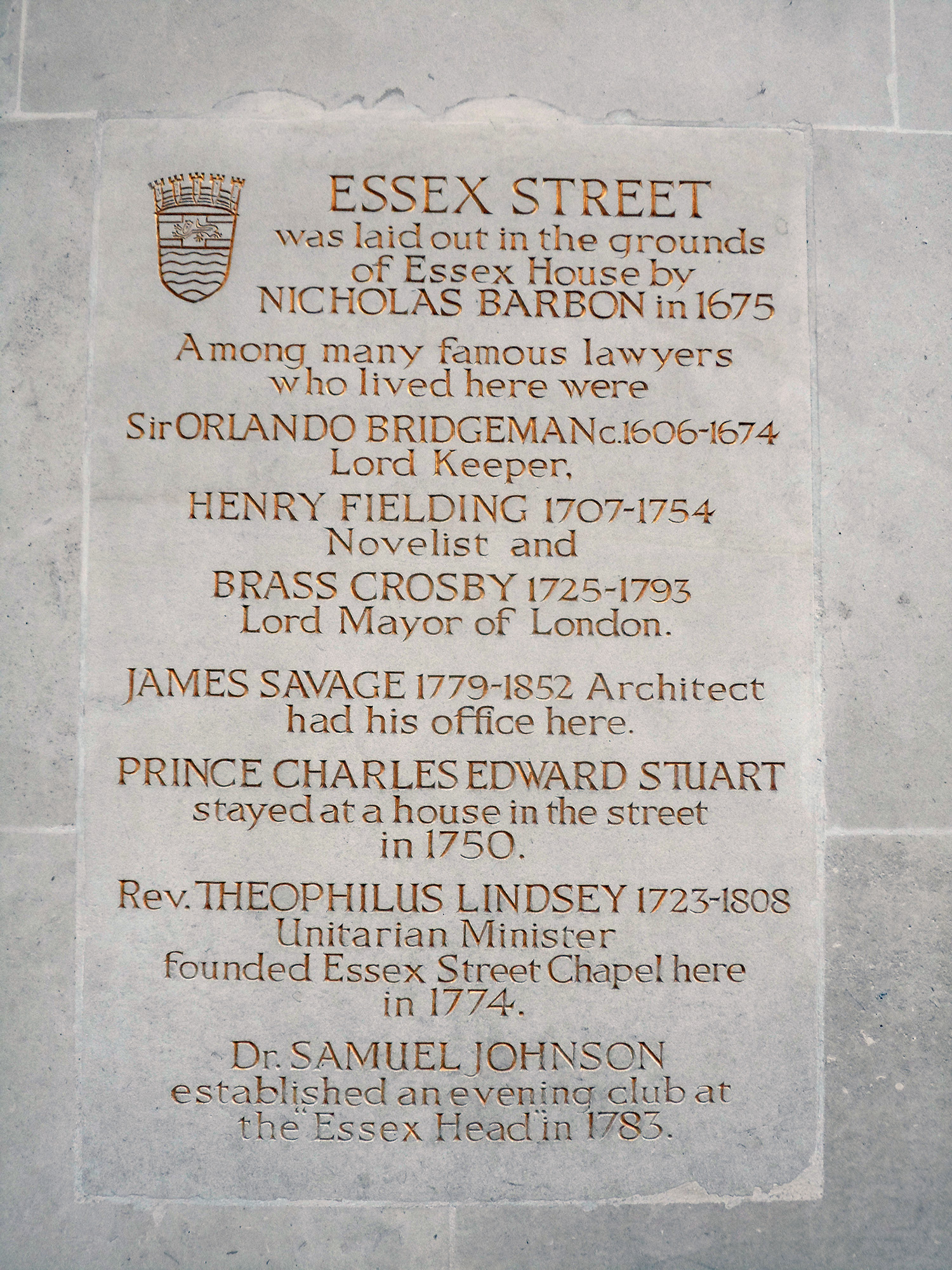
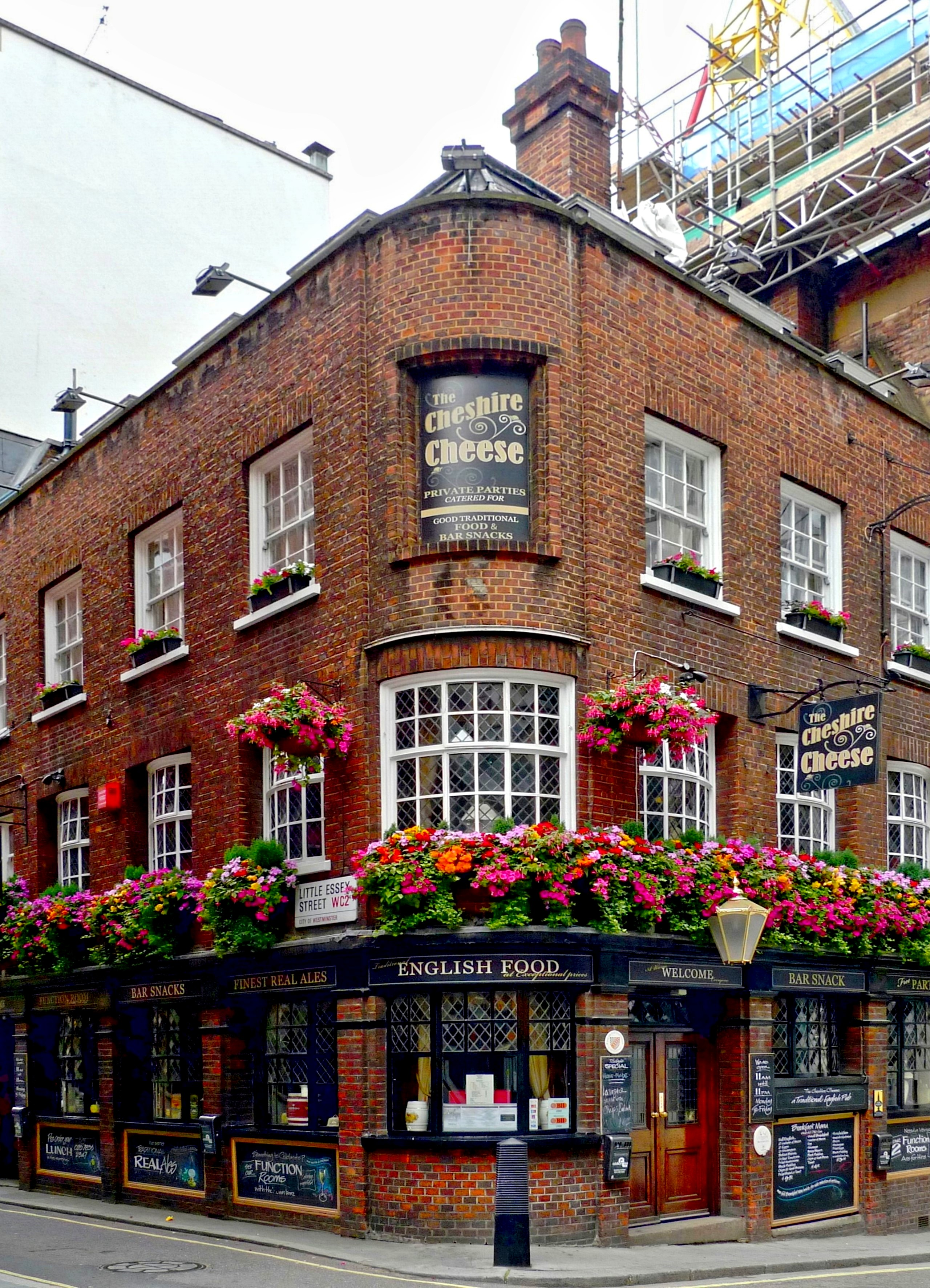